# گمینا کامیننگک
گمینا کامیننگک (به لهستانی:  Gmina Kamiennik) یک گمینا در لهستان است که در شهرستان نسا واقع شده‌است. گمینا کامیننگک ۸۹٫۲۳ کیلومتر مربع مساحت و ۳٬۷۳۷ نفر جمعیت دارد.